# القصبى

تعديل مصدري - تعديل

القصبى إحدى حارات مدينة العدين بمحافظة إب، بلغ تعداد سكانها 1248 نسمة حسب تعداد اليمن لعام 2004.